# Eridolius curtisii
Eridolius curtisii là một loài tò vò trong họ Ichneumonidae.